# Mansão

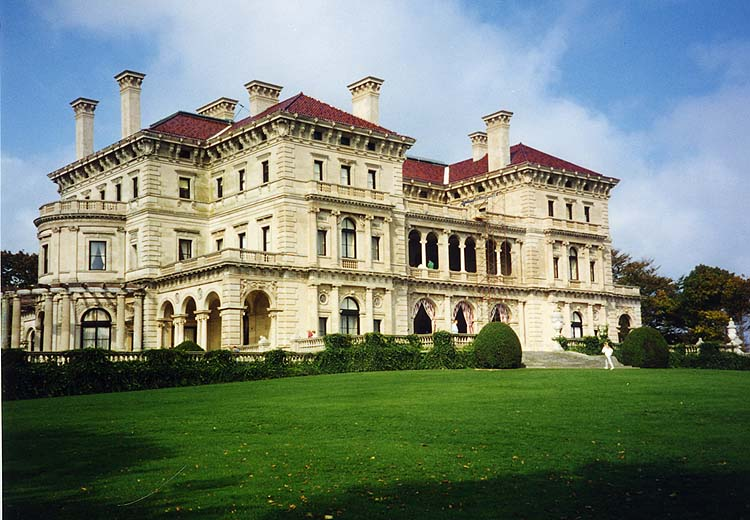
The Breakers, em Newport, em Rhode Island, é uma das mais famosas mansões do século XIX dos Estados Unidos.

Uma mansão ou palacete é uma moradia suntuosa e de grandes proporções. Em geral, trata-se de uma edificação isolada, com grande área de jardins. É conhecido também por possuir um valor muito alto de aquisição, sendo um dos mais icônicos símbolos da riqueza, sendo alguns outros vestimentas caras, carros luxuosos, e bens materiais de alta qualidade. 

## Etimologia
A palavra deriva do latim mansìo, ónis ('ação de morar; residência; albergue; parada, pouso), derivada de mansum, supino do verbo latino manére ('permanecer, ficar, morar) 

## História
No Império Romano, uma mansio era um lugar oficial de parada, situado às margens de uma estrada romana (via) e destinado a hospedar dignitários e altos funcionários em viagem pelas diferentes províncias. Em torno desses locais, eram construídas as vilas de funcionários provinciais, que, posteriormente, davam origem a cidades. 
| Londres · Grã-Bretanha | Mumbai · Índia                                  | Versalhes · França                               | Côte d'Azur · França                             | Londres · Grã-Bretanha                          |
| --- | ----------------------------------------------- | ------------------------------------------------ | ------------------------------------------------ | ----------------------------------------------- |
| 1º Palácio de Buckingham | 2º Antilia                                      | 3º Palácio de Versalhes                          | 4º Villa Leopolda                                | 5º Witanhurst                                   |
| Tamanho aprox.: 77.000 m² Preço: USD 4,9 bilhões.                                                                                                  | Tamanho aprox.: 37.000m² Preço: USD 2 bilhões.  | Tamanho aprox.: 37.000m² Preço: USD 300 milhões. | Tamanho aprox.: 73.000m² Preço: USD 750 milhões. | Tamanho aprox.: 8.000m² Preço: USD 450 milhões. |
| |                                                 |                                                  |                                                  |                                                 |
| Maiores residências do mundo Hamptons 6º Londres 1º 5º Mumbai 2º Versalhes 3º 10º Medina 9º San Simeon 8º Costa Azul 4º Los Angeles 7º Localidades |                                                 |                                                  |                                                  |                                                 |
| Hamptons, NY · Estados Unidos | Bel Air, Los Angeles · Estados Unidos           | San Simeon, Califórnia · Estados Unidos          | Medina, Washington · Estados Unidos              | Louveciennes · França                           |
| 6º Fairfield Pond | 7º The One                                      | 8º Hearst Castle                                 | 9º Xanadu 2.0                                    | 10º Château Louis XIV                           |
| Tamanho aprox.: 10.000 m² Preço: USD 248 milhões.                                                                                                  | Tamanho aprox.: 9.800m² Preço: USD 126 milhões. | Tamanho: Aprox. 8.000m² Preço: 191 USD milhões.  | Tamanho: Aprox. 6.100m² Preço: USD 125 milhões.  | Tamanho: Aprox. 7,000m² Preço: USD 128 milhões. |
| |                                                 |                                                  |                                                  |                                                 |